# حملات إسماعيل بن الشريف
حملات إسماعيل بن الشريف هي سلسلة من العمليات العسكرية التي قام بها سلطان المغرب إسماعيل بن الشريف خلال القرنين السابع عشر والثامن عشر. حيث بنى جيشًا قويًا ، مما سمح للحكومة المركزية أن تكون أقل اعتمادًا على القبائل التي لا يعول على ولائها. تمكن السلطان إسماعيل بن الشريف من محاربة العثمانيين في الجزائر،و ضم كل الأراضي الواقعة غرب وادي الشلف. قتح السلطان إسماعيل بن الشريف أيضًا مدن ساحلية مهمة: فقد فتح المعمورة محررا إياها من الاحتلال الإسباني في 30 أبريل 1681 وأطلق عليها اسم المهدية ، واسترد العرائش عام 1689 ، وفتح أصيلة عام 1691. كما استرجع مدينة طنجة من إنجلترا يوم السادس من فبراير 1684. وكان على وشك الاستيلاء على سبتة أثناء حصار سبتة (1694-1727).
كما قمع جميع الثورات التي حدثت في عهده.